# Raphaël Mezrahi
Raphaël Mezrahi est un humoriste et acteur français, né le 24 mars 1964 à Sousse (Tunisie). Il est principalement connu pour la réalisation d'interviews décalées.

## Biographie
Né en Tunisie en 1964 dans une famille juive, Raphaël Mezrahi arrive en 1965 en France à Troyes dans l'Aube.
Après avoir passé un DUT Techniques de commercialisation, des études de commerce international, un DEUG d'histoire de l'art et enfin une licence de cinéma, Raphaël Mezrahi travaille comme représentant de commerce puis entre comme stagiaire chez TF1. Il travaille d'abord comme documentaliste, puis comme journaliste notamment pour l'émission Perdu de vue de Jacques Pradel. Il devient même directeur de casting pour Super sexy avant d'intégrer l'équipe des Piégeurs de Marc Ariche dans l'émission Caméras indiscrètes de Nagui, émission dans laquelle il révèle ses talents de piégeur,.
S'inspirant fortement des émissions de Jean Sas, Raphaël Mezrahi se fait ensuite connaître du grand public en piégeant de nombreuses célébrités : jouant le rôle d'Hugues Delatte, un jeune journaliste dépassé (sorti bon dernier de sa promotion d'école, comme Coluche dans Inspecteur la Bavure), aux questions et à l'attitude hors de propos (à l'image de l'interview de Françoise Sagan par Pierre Desproges), il fait 136 « victimes » tantôt amusées, parfois jusqu'au fou rire, tantôt agacées par le comportement incongru de leur intervieweur. C'est en 1992 qu'il tourne la première interview avec la réalisatrice Christine Eymeric. Ces interviews sont d'abord diffusées sur TF1 en 1995 dans l'émission Osons de Patrick Sébastien puis de 1996 à 1998 dans Nulle part ailleurs sur Canal+.
Par la suite, il présente, en 1998 durant quelques mois, La Grosse Émission sur la chaîne Comédie !, avec Les Robins des Bois.
Mezrahi rejoint ensuite Laurent Ruquier dans l'émission On va s'gêner sur Europe 1 puis dans l'émission On a tout essayé sur France 2 dès 2001. Étant trop connu en France pour piéger de nouvelles célébrités, il s'attaque aux vedettes étrangères par exemple Britney Spears, Jennifer Lopez, Jean-Claude Van Damme ou encore Brad Pitt.
Au début des années 2000 sortent en vidéo des compilations de ses interviews. En 2002, sur France 3 (le week-end à 20h25), il coprésente avec une certaine Irène Cazu, une mamie de 70 ans, un programme reprenant ses interviews.
En 2002, il joue avec des membres de la bande à Ruquier la pièce La presse est unanime. Par la suite, il se lance dans le one-man-show, avec les spectacles Je débute puis Je m'entraîne en 2002 puis J'crois qu'j'suis au top en 2004. En 2005, il fait comme Jean-Marie Bigard le Stade de France mais, lui, se contente du petit auditorium.
Au début des années 2000, la chanteuse Giedré Barauskaité est repérée par Raphaël Mezrahi qui l'invite en première partie de son spectacle à La Cigale.
En mars 2007, il anime sur Discovery Channel, avec sa concubine Christine et depuis leur maison de Troyes, une série d'émissions consacrées au jardinage intitulée Les carottes, ça a des poils comme la chanson qu'il a sortie en 1999.
En 2007, il est aussi l'auteur du livre Préfaces imaginaires, où il préface des ouvrages tels que Les Misérables, le Code civil ou le Nouveau Testament.
Il crée en mai 2008 au Théâtre du Rond-Point le spectacle théâtral et musical Monique est demandée caisse 12 qu'il joue avec Fanny Valette, Danièle Gilbert, Nicole Monestier, Dani ou encore Jean-François Gallotte. Le spectacle se poursuit la saison suivante au théâtre des Variétés à partir de mai 2009, avec une distribution changeante, Ginette Garcin et Évelyne Leclercq rejoignant par exemple le spectacle tout comme, certains soirs, des invités vedettes. En mai 2010, le spectacle passe à La Cigale.
Durant la saison 2009-2010, il intervient dans l'émission Studio Europe 1 de Michel Drucker sur Europe 1. Il réalise notamment des sujets dans lesquels il interroge une certaine Mauricette de Charenton-le-Pont sur l'actualité culturelle.
En septembre 2010, il intervient à l'antenne de France Inter dans la chronique « Le billet de… » diffusée du lundi au vendredi à 8 h 55. Cette chronique est stoppée au bout de 2 semaines.
Parallèlement à ces multiples activités, il joue quelques petits rôles au cinéma ou à la télévision.
En février 2015, il lance en France « One Day TV », une chaîne de télévision éphémère dont la diffusion a duré quatre jours, en collaboration avec Numericable, qui la diffuse sur le canal 16 de son réseau et le canal 46 de la TNT Raphaël Mezrahi y anime notamment le spectacle de la 3e Nuit de la déprime, retransmis en direct des Folies Bergère à Paris.
Devenu adepte du végétarisme puis du véganisme, il produit depuis 2016 un champagne végan.
Fin 2016, il est un éphémère sociétaire des Grosses Têtes sur RTL.
En avril 2020, Mezrahi apparaît dans un épisode de la nouvelle série de France 2, Astrid et Raphaëlle.
Il est membre de l'Académie Alphonse Allais depuis juin 2022.
En 2024, il participe à la saison 6 de Mask Singer dans le costume du Robolapin.

### Engagement politique
Raphaël Mezrahi est l'un des signataires de la tribune « Français juifs et de gauche » publiée dans Libération le 8 février 2012.
En janvier 2014, il soutient la candidature d'Anne Hidalgo aux élections municipales de Paris,.
Végétarien se rapprochant du véganisme, il a pris position dans différents domaines touchant à la condition animale, se disant notamment opposé à la corrida, à la chasse ou à la vente de fourrure. En association avec un vigneron, il a lancé un champagne dans l'élaboration duquel n'est employé aucun produit d'origine animale, notamment pas de gélatine de poisson comme c'est généralement le cas dans la filière traditionnelle.

### Vie privée
Raphaël Mezrahi a une fille prénommée Fanny-Eden.

## Décoration
- Officier de l'ordre des Arts et des Lettres (2025)[22]

## Vidéographie

### DVD
- Les interviews :
  - 26 interviews, vol. 1, 2001
  - 24 interviews, vol. 2, 2001
- Les inédits :
  - Interviews inédites, vol. 1, 2001
  - Interviews inédites, vol. 2, 2002
- Le coffret :
  - Les Interviews, l'intégrale, coffret 3 DVD, 2002

### VHS
- Les interviews :
  - 13 interviews, vol. 1, 2001
  - 13 interviews, vol. 2, 2001
  - 12 interviews, vol. 3, 2001
  - 12 interviews, vol. 4, 2001
- Les inédits :
  - Interviews inédites, vol. 1, 2001
  - Interviews inédites, vol. 2, 2002
- L'intégrale :
  - Les Interviews, l'intégrale, coffret 5 VHS, 2002

## Publications
- C'est toujours ou jamais... et vice versa, Michel Lafon, 2002, 190 p.,  (ISBN 2-84098-865-8)
- Préfaces imaginaires, J-C Lattès, 2007, 175 p.

## Filmographie
Sauf indication contraire, les informations mentionnées dans cette section peuvent être confirmées par les bases de données cinématographiques IMDb et Allociné,  présentes dans la section « Liens externes ».

### Cinéma
- 2002 : Les Filles, personne s'en méfie de Charlotte Silvera : l'acteur
- 2002 : Ma femme s'appelle Maurice de Jean-Marie Poiré : un homme au défilé de mode
- 2004 : Iznogoud de Patrick Braoudé : un prince
- 2004 : Les Gaous d'Igor Sékulic
- 2007 : Musée haut, musée bas de Jean-Michel Ribes
- 2008 : Leur morale... et la nôtre de Florence Quentin : maître Allari, le notaire
- 2009 : Je vais te manquer d'Amanda Sthers : l'éditeur
- 2012 : ALF de Jérôme Lescure : Tibet
- 2017 : Chacun sa vie de Claude Lelouch
- 2019 : Holy Lands d'Amanda Sthers : le vétérinaire
- 2021 : L'amour c'est mieux que la vie de Claude Lelouch
- 2024 : Finalement de Claude Lelouch : Dieu

### Télévision
- 2005 : Vénus et Apollon (série télévisée) : J. V.
- 2006 : SOS 18 (série télévisée) : Jean Claude
- 2010 : Un bébé pour mes 40 ans de Pierre Joassin (téléfilm) : l'amant de Béatrice
- 2011 : Gérald K. Gérald d'Élisabeth Rappeneau (téléfilm) : Rézouss
- 2011 : Le Grand Restaurant II de Gérard Pullicino (téléfilm) : le trafiquant de bœuf bourguignon
- 2011 : Aïcha 3 : la grande débrouille (téléfilm) : Me Vignault
- 2012 : Profilage - épisode : A votre service (série télévisée) : le journaliste
- 2014 : Changement de cap de Nicolas Herdt : Villebon
- 2020 : Astrid et Raphaëlle - épisode : La Nuit du mort-vivant (série télévisée) : Jean Lavardin
- 2024 : Face à face - épisode Le village des délices de Jean-Christophe Delpias : Karel Manzarek

### Clips
- 2019 : Je chanterai - Erza Muqoli (le professeur)

## Théâtre
Sauf indication contraire ou complémentaire, les informations mentionnées dans cette section peuvent être confirmées par la base de données Les Archives du spectacle.

### Seul en scène
- 2018 : Ma grand-mère vous adore (seul en scène, avec diffusions de vidéos)[23]

### Pièces
- 2002 : La presse est unanime de Laurent Ruquier, mise en scène Agnès Boury, théâtre des Variétés : Benoît, le secrétaire particulier.
- 2008 : Monique est demandée caisse 12 de Raphaël Mezrahi.